# Punch (Zeitschrift)

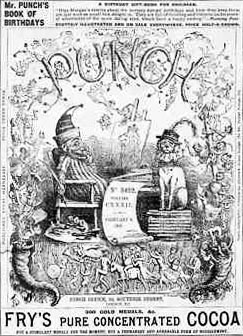
Titelseite des Punch

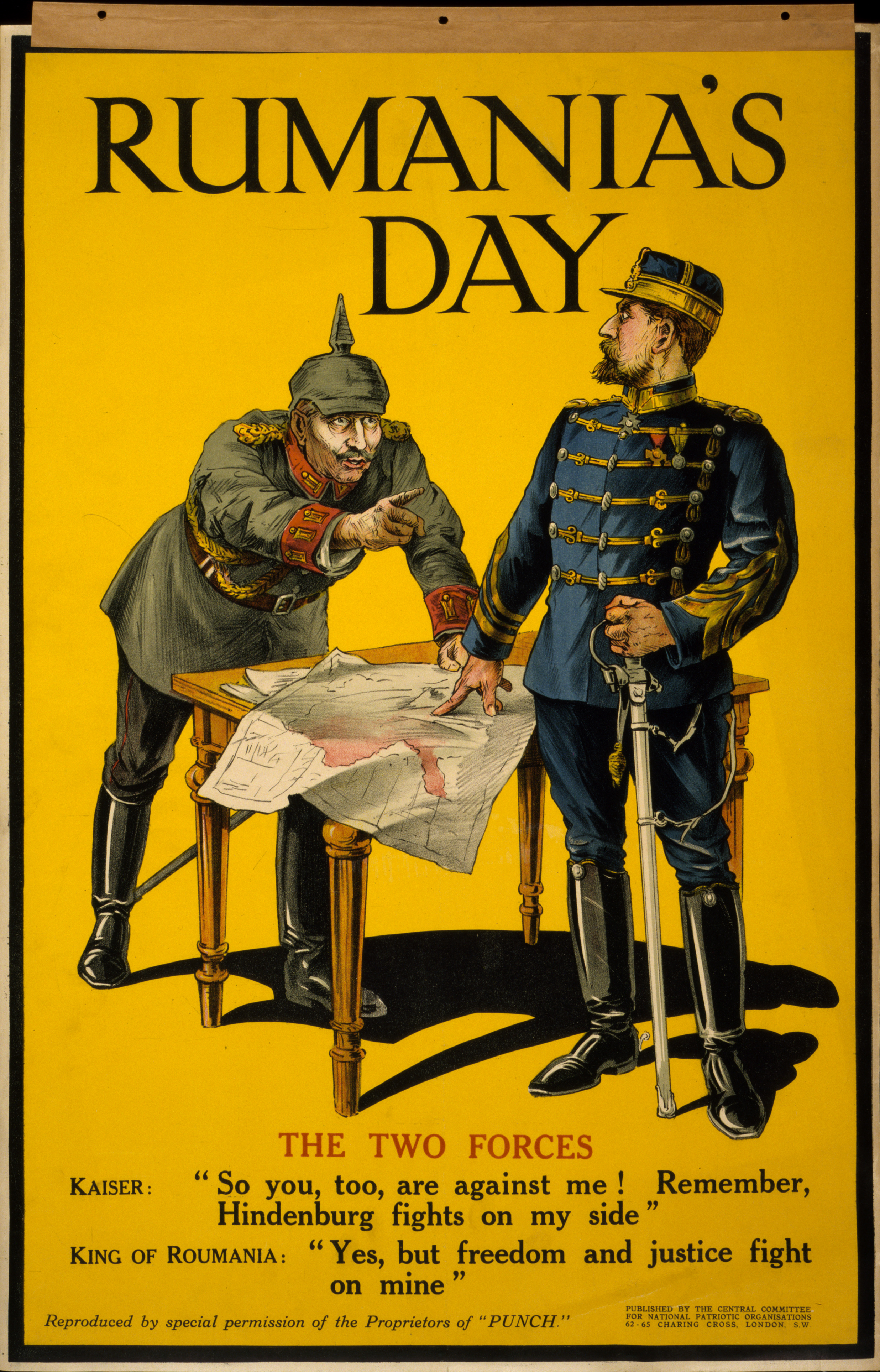
Titelseite (Reproduktion), Feature: Der König von Rumänien, Ferdinand I.

Punch (früher Punch, or The London Charivari) war eine satirische Zeitschrift, die 1841 in London von Henry Mayhew und dem Xylografen Ebenezer Landells begründet wurde.
Punch prägte den Begriff Cartoon als Bezeichnung für eine komische oder satirische Zeichnung. Die Galionsfigur des Magazins war die anarchische Handpuppe Mr. Punch. Den Untertitel The London Charivari trug das Blatt in Anspielung auf das französische Satireblatt Le Charivari.
Der Illustrator Richard Doyle entwarf die ersten Titelblätter der Zeitschrift und gehörte zu den festen Mitarbeitern.
Zu den renommiertesten Autoren des Blattes gehörten John Betjeman, A. A. Milne, Anthony Powell, W. C. Sellar, R. J. Yeatman, William Thackeray, Lewis Baumer, Edward Linley Sambourne und John Tenniel.
Der Punch prägte die britische Kulturgeschichte durch zahlreiche Zeichnungen und Veröffentlichungen, die im kollektiven Gedächtnis heute noch präsent sind, etwa diverse Karikaturen zu den neuen Lehren Charles Darwins (Der Salonlöwe Herr Gorilla), die Karikatur Dropping the Pilot zur Entlassung Otto von Bismarcks, die Karikatur The Rhodes Colossus zum britischen Imperialismus oder das Antikriegsgedicht In Flanders Fields von 1915.
Seine höchste Auflage hatte der Punch in den 1940er Jahren mit etwa 175.000 Exemplaren. Seither sank die Auflage jedoch so stark, dass das Magazin 1992, nach über 150 Jahren, eingestellt werden musste. Der ägyptische Geschäftsmann Mohamed Al-Fayed kaufte 1996 die Rechte an dem Namen und kurbelte im selben Jahr einen Relaunch des Magazins an. Aufgrund mangelnden Erfolges wurde es jedoch im Mai 2002 bei nur noch 6.000 Abonnenten wieder eingestellt.

## Herausgeber
- 1841–1870 Mark Lemon
- 1870–1874 Charles William Shirley Brooks
- 1874–1880 Tom Taylor
- 1880–1906 Sir Francis Burnand
- 1906–1932 Sir Owen Seaman
- 1932–1949 Edmund George Knox
- 1949–1952 Kenneth Bird
- 1953–1957 Malcolm Muggeridge
- 1958–1968 Bernard Hollowood
- 1969–1977 William Davis
- 1978–1987 Alan Coren
- 1988 David Taylor
- 1989–1992 David Thomas
- 1996–1997 Peter McKay
- 1997–1997 Paul Spike
- 1997–2001 James Steen
- 2001–2002 Richard Brass